# Ракшеобразные
Ракшеобра́зные, или ра́кши (лат. Coraciiformes)  — отряд новонёбных птиц. На территории России встречается 9 видов, входящих в данный отряд.

## Общая характеристика
Птицы средних и мелких размеров с плотным жёстким оперением. Окраска большинства видов — яркая, пёстрая. Обитатели различных ландшафтов, но в основном обитают в тропических и субтропических лесах. Те немногие представители отряда, которые встречаются в умеренных широтах (все они — перелётные), сохраняют свой южный, «тропический» облик, характеризующийся яркой окраской. Таковы: бело-голубой с чёрными, синими и рыжими пятнышками и полосками обыкновенный зимородок, прилетающий в центральную Россию и Южную Сибирь в апреле; зеленовато-голубая с коричневой спинкой сизоворонка (её ареал в России охватывает значительные территории в Европейской части страны — вплоть до Санкт-Петербурга — и юг Западной Сибири); золотистая щурка с золотисто-рыжей спинкой, зеленовато-голубым животом и ярко-жёлтым горлом, гнездовья которой доходят на севере до Курска и Тамбова; обитающая южнее зелёная щу́рка (в России встречается на побережье Каспийского моря).
Полового диморфизма в окраске у ракшеобразных нет. Крылья имеют различную величину и форму; первостепенных маховых перьев 10—11, рулевых — 12 (лишь у представителей рода ночных щурок (Nyctyornis) — 10). Клюв обычно длинный, сильный, прямой или несколько изогнутый; иногда — короткий и уплощённый. Ноги четырёхпалые (у некоторых зимородков трёхпалые). Имеют сросшиеся пальцы на лапках.
Взрослые ракшеобразные линяют дважды в году: в начале весны — полностью, осенью — частично; линька при этом идёт медленно.
Ракшеобразные моногамны; многие виды гнездятся с образованием больших колоний. Откладывают от 2 до 10 яиц. Яйца укороченно-эллипсоидальной формы. Тип развития — птенцовый.

## Классификация
По данным современных исследований отряд включает 6 семейств:
- семейство Зимородковые (Alcedinidae) (в России — 5 видов)
- семейство Земляные ракши (Brachypteraciidae)
- семейство Сизоворонковые или настоящие ракши (Coraciidae) (в России — 2 вида)
- семейство Щурковые (Meropidae) (в России — 2 вида)
- семейство Момотовые (Momotidae)
- семейство Тодиевые (Todidae)

Ранее в состав отряда включали и некоторые другие семейства. Но уже в рамках классификации Сибли — Алквиста часть из них была выделена в новые отряды: семейство птиц-носорогов (Bucerotidae) составило отряд Bucerotiformes, а семейства удодовые (Upupidae) и древесные удоды (Phoeniculidae) были выделены в отряд Upupiformes (удодообразных), который позже синонимизировали с Bucerotiformes. Позднее молекулярно-генетические исследования показали, что и семейство куроловые (Leptosomidae) следует выделить в самостоятельный отряд Leptosomiformes (куролообразных).